# Palazzo in via Carbonara 52
Il palazzo in via Carbonara è un palazzo di Napoli ubicato nell'omonima via, al numero 52.
L'edificio rappresenta un importante esempio di architettura rinascimentale napoletana del XVI secolo, anche se la struttura è stata notevolmente alterata ed ha perso il suo slancio originario con aggiunte e sottrazioni.
Lo stile rinascimentale è conservato nei primi due registri, caratterizzati da cornici piatte di piperno. La composizione doveva concludersi con una loggia, oggi scomparsa, ma che in origine era sostenuta da grossi mensoloni di piperno a doppio lobo; questi ultimi esistono ancora, ma attualmente hanno lo scopo di sostenere un terrazzino.